# Heby község
Heby község (svédül: Heby kommun) Svédország 290 községének egyike. Uppsala megyében található, székhelye Heby.

## Települések
A község települései:
| Település  | Népesség | Megjegyzés         |
| ---------- | -------- | ------------------ |
| Harbo      | 702      |                    |
| Heby       | 2687     | a község székhelye |
| Morgongåva | 1351     |                    |
| Runhällen  | 213      |                    |
| Tärnsjö    | 1262     |                    |
| Vittinge   | 480      |                    |
| Östervåla  | 1570     |                    |